# Glena quinquelinearia
Glena quinquelinearia är en fjärilsart som beskrevs av Alpheus Spring Packard 1874. Glena quinquelinearia ingår i släktet Glena och familjen mätare. Inga underarter finns listade i Catalogue of Life.